# Biosophie
 (août 2023).
Améliorez-le ou discutez des points à vérifier. 
La biosophie, qui signifie sagesse de la vie, est une philosophie développée par le philosophe norvégien Peter Wessel Zapffe.

## Histoire
Le terme biosophie a probablement été utilisé pour la première fois en 1806 par Ignaz Paul Vitalis Troxler, un philosophe suisse dont les premiers travaux ont suivi FWJ Schelling.
La biosophie est définie par le philosophe norvégien Peter Wessel Zapffe (1899–1990). Cette approche est catégorisée comme une « éco-philosophie ». Influencé entre autres par Jakob von Uexküll, Peter Wessel Zapffe décrit la condition humaine (et en particulier son caractère tragique) en ayant recours à la biologie. Zapffe a d'abord exposé ses idées dans Den sidste Messias (Le Dernier Messie) (1933). Plus tard, Zapffe détaille sa philosophie dans son traité philosophique Om det tragiske (Sur le tragique) (1941).
L'ouvrage fondateur de la biosophie, Sur le tragique, n'est jamais traduit du norvégien dans des « grandes » langues et la biosophie de Peter Wessel Zapffe reste peu reprise.
Le terme biosophie est aussi utilisé par Walter Siegmeister, un essayiste conspirationniste américain, pour décrire sa théorie élaborée dans les années 1940 et mêlant des éléments de nutrition, d'eugénisme, d'agriculture et d'anthropologie. La biosophie de Siegmeister vise à produire une « race supérieure ». Pour Siegmeister, les principales religions complotent depuis des siècles pour cacher les moyens de régénérer, physiquement et spirituellement, la race humaine.